# Rhamphoriaceae
Die Rhamphoriaceae bilden die einzige Familie der Rhamphoriales, einer Ordnung der Schlauchpilze (Ascomycota).

## Merkmale
Die Rhamphoriaceae bilden in der Hauptfruchtform schwarze, klebrige Perithecien als Fruchtkörper, die im Substrat eingesenkt sind oder zum Teil daraus hervorbrechen. Sie sind warzenförmig oder mit einem zentralen zylindrischen bis schnabelförmigen Hals. Die obere Öffnung (Ostiolum) besitzt Periphysen. Die ledrige bis zerbrechliche Fruchtkörperhaut (Peridie) besteht aus zwei Schichten. Ein Stroma ist nicht vorhanden. Die Paraphysen sind zylindrisch und septiert. Die Schläuche (Asci) besitzen immer acht Ascosporen, entspringen aus Haken, sind lang gestielt, einwandig (unitunikat), zylindrisch bis keulenförmig, ausdauernd und mit einem inamyloiden apikalen Ring. Die Ascosporen sind in einer Reihe angeordnet und überlappen sich gegenseitig. Sie sind durchscheinend oder braun, elliptisch, fast eiförmig, keulenförmig bis spindelförmig und besitzen Septen, die längs und quer (dictyoseptat) oder nur quer sein können. Eine schleimige Hülle oder Anhängsel sind keine vorhanden. Bei manche Arten wie Rhamphoria pyriformis produzieren die Sporen bereits in den Schläuchen Konidien. Die Nebenfruchtform ist hyphomycetisch ausgebildet. Die Konidienträger sind mikro- bis fast makronematös, das bedeutet, ihre Hyphen sind deutlich kleiner oder eben größer als normale Hyphen. Sie sind mononematös, das heißt, sie entstehen aus einer einzelnen Hyphe, oder sie bilden lockere Büschel. Die konidiogenen Zellen sind holoblastisch, d. h., die Konidien werden als Ganzes abgeschnürt. Die Abspaltung der Konidien erfolgt entweder rhexolytisch, d. h. die Zellwand, welche die Sporen außen verbindet, degeneriert einfach und setzt die Konidien auf diese Weise frei, oder schizolytisch, d. h. die Abtrennung erfolgt durch Bildung von Querwänden. Die Konidien selber sind durchscheinend oder braun und unseptiert.

## Ökologie
Vertreter der Rhamphoriaceae leben saprob auf verrottendem Holz in Süßwasser oder terrestrischen Habitaten.

## Systematik und Taxonomie
Die Familie Rhamphoriaceae wurde 2018 von Martina Réblová erstbeschrieben und zunächst in die Unterklasse Sordariomycetidae gestellt. 2021 beschrieben dann Kevin David Hyde und  Sinang Hongsanan die Ordnung Rhamphoriales.
Folgende Gattungen gehören zur Familie:
- Rhamphoria mit acht Arten
- Rhamphoriopsis mit zwei Arten
- Rhodoveronaea mit drei Arten
- Xylolentia mit zwei Arten